# Ricky Steamboat
Richard Henry Blood Sr. (* 28. února 1953), známý pod svým ringovým jménem Ricky "the Dragon" Steamboat, je bývalý americký profesionální wrestler, převážně působil v American Wrestling Association (AWA), Jim Crockett Promotions (JCP), World Championship Wrestling (WCW) a World Wrestling Federation (WWF, nyní WWE). Je často považován za jednoho z nejlepších profesionálních zápasníků všech dob.
V JCP a WCW byl jednou mistrem světa v těžké váze NWA, čtyřikrát mistrem Spojených států v těžké váze, čtyřikrát televizním šampionem, dvanáctkrát mistrem světa v týmových soutěžích (osmkrát pod hlavičkou WCW, jednou (i když neoficiálně) pod hlavičkou NWA a třikrát pod hlavičkou Mid-Atlantic) a dvakrát mistrem střední atlantické těžké váhy. V WWF/E byl jednou Interkontinentálním šampionem těžké váhy a v roce 2009 byl uveden do Síně slávy WWE.

## Mládí
Má anglický a japonsko-americký původ. Narodil se 28. února 1953 ve West Pointu ve státě New York. Na střední školu chodil nejprve v New Yorku a později v roce 1971 absolvoval střední školu Boca Ciega High School v Gulfportu na Floridě, kde působil v zápasnickém týmu. Dvakrát se kvalifikoval na newyorský státní šampionát a stal se mistrem státu Florida.

## Osobní život
Je starším bratrem profesionálního wrestlera Vica Steamboata. Jeho syn Richard junior (nar. 1987) byl zápasníkem pod jménem Richie Steamboat.

## Úspěchy a ocenění
- All Japan Pro Wrestling
  - World's Strongest Tag Determination League Outstanding Performance Award (1980) – s Dickem Slaterem
  - World's Strongest Tag Determination League Fair Play Award (1980) – s Dickem Slaterem
  - World's Strongest Tag Determination League New Wave Award (1982) – s Jayem Youngbloodem
- Cauliflower Alley Club
  - Lou Thesz Award (2012)
- George Tragos/Lou Thesz Professional Wrestling Hall of Fame
  - Class of 2009
- Maple Leaf Wrestling
  - NWA United States Heavyweight Championship (Mid-Atlantic version) (1x)
- Mid-Atlantic Championship Wrestling / World Championship Wrestling
  - NWA World Heavyweight Championship (1x)
  - NWA Mid-Atlantic Heavyweight Championship (2x)
  - NWA/WCW United States Heavyweight Championship (4x)
  - NWA Mid-Atlantic/NWA/WCW World Television Championship (4x)
  - NWA Mid-Atlantic Tag Team Championship (5 times) – s Paulem Jonesem (3), Dinem Bravem (1) a Jayem Youngbloodem (1)
  - NWA/WCW World Tag Team Championship (8 times) – s Paulem Jonesem (1), Jayem Youngbloodem (5), Dustinem Rhodesem (1) a Shanem Douglasem (1)
- National Wrestling Alliance
  - NWA Hall of Fame (Class of 2012)
- Pro Wrestling Illustrated
  - Match of the Year (1987) vs. "Macho Man" Randy Savage at WrestleMania III
  - Match of the Year (1989) vs. Ric Flair at WrestleWar
  - Most Inspirational Wrestler of the Year (2009)
  - Rookie of the Year (1977)
  - Stanley Weston Award (1995)
  - Tag Team of the Year (1978) s Paulem Jonesem
  - Ranked No. 6 of the 500 best singles wrestlers of the year in the PWI 500 in 1992
  - Ranked No. 13 of the Top 500 Singles Wrestlers of the "PWI Years" in 2003
  - Ranked No. 19 of the Top 100 Tag Teams of the "PWI Years" s Jayem Youngbloodem in 2003.
- Professional Wrestling Hall of Fame and Museum
  - Class of 2002
- World Wrestling Federation/World Wrestling Entertainment
  - WWF Intercontinental Heavyweight Championship (1x)
  - WWE Hall of Fame (Class of 2009)
- Wrestling Observer Newsletter
  - Tag Team of the Year (1983) s Jayem Youngbloodem
  - Match of the Year (1987) vs. Macho Man Randy Savage at WrestleMania III
  - Match of the Year (1989) vs. Ric Flair at Clash of the Champions VI
  - Wrestling Observer Newsletter Hall of Fame (Class of 1996)